# 北海道北広島西高等学校
北海道北広島西高等学校（ほっかいどうきたひろしまにしこうとうがっこう、Hokkaido Kitahiroshima Nishi High school）は、北海道北広島市にある公立の道立高等学校。通称は「北西（きたにし）」。北広島市内では「西高（にしこう）」とも呼ばれている。

## 沿革
1982年4月に北海道北広島高等学校に北海道広島地区開校準備事務室を設置した。第1期校舎建築工事が6月に着工し、12月には校名を「北海道北広島西高等学校」に決定した。1983年4月8日に北海道北広島西高等学校の開校式と同時に入学式も実施した。1985年2月と5月に第2期校舎建築工事と第3期校舎建築工事が着工し、翌年の9月に校舎が落成した。1999年3月に第2体育館（1998年8月着工）と、2016年3月に防災棟（2015年9月着工）が完成した。
年表
- 1982年（昭和57年）- 北海道北広島高等学校に開校準備事務室を設置。第1期校舎建築工事着工。校名決定。
- 1983年（昭和58年）- 北海道北広島西高等学校が開校。
- 1984年（昭和59年）- 校舎建築工事着工（第2期・第3期）
- 1985年（昭和60年）- 校舎落成
- 1999年（平成11年）- 第2体育館完成
- 2007年（平成19年）- 第1期校内大規模改修工事[2]
- 2009年（平成21年）- 第2期校内大規模改修工事[2]
- 2013年（平成25年）- 道都大学と高大連携協定締結[2]
- 2016年（平成28年）- 防災棟工事完了

## 教育目標
社会の有為な担い手となることを目指し、「心情豊かな人間」「責任感のある人間」「実践力のある人間」を育成する。

## 学校行事
学校行事は以下の通り

- 4月 - 始業式、入学式、新入生歓迎オリエンテーション、基礎力診断テスト、総合学力記述模試（3年）、実力診断テスト（3年）
- 5月 - 大学入学共通テスト模試（3年）
- 6月 - 前期中間試験、救急救命講習、総合学力記述模試（3年）
- 7月 - 学校祭「楓林祭」、夏季休業
- 8月 - インターンシップ（2年）、情報モラル教室（1年）
- 9月 - 前期期末試験、大学入学共通テスト模試（3年）、進路体験学習（1年、2年）、芸術鑑賞、前期終業式
- 10月 - 西の里ノーマライゼーション学習（1年）、記述模試（3年）、大学入学共通テスト模試（3年）
- 11月 - 西の里次世代育成交流会、後期中間試験
- 12月 - 見学旅行（2年）、球技大会、冬季休業
- 1月 - 実力診断テスト（1年、2年）、後期期末試験（3年）
- 2月 - 大学入学共通テスト模試（2年）、クロスカントリースキー大会、後期期末試験（1年、2年）学習状況調査（1年）、CBA学力テスト（1年）
- 3月 - 卒業式、修了式

## 部活動・同好会・外局
| 運動部 - 野球部 - 陸上競技部 - バスケットボール部（男子・女子） - バレーボール部（男子・女子） - 卓球部 - テニス部 - バドミントン部 - ソフトボール部 - サッカー部 - 剣道部 | 文化部 - 茶道部 - 華道部 - 美術部 - 写真部 - 書道部 - アニメーション部 - コンピュータ部 - 英会話部 - ボランティア部 - LCC部 - 将棋部 |

外局
- 吹奏楽局
- 放送局
- 図書局
- 新聞局

## 交通アクセス
鉄道
- JR千歳線上野幌駅より徒歩30分[8][9]

バス
- JR北海道バス「西の里学校通」停留所下車、徒歩6分[10]
- JR北海道バス 新札幌西の里線 循環新32系統「北広島西高校」停留所下車、徒歩1分[10]

新札幌西の里線以外は「西の里学校通」停留所に下車する。

## スクールバス
- 新札幌登校便 - 新札幌バスターミナル 南レーン6番乗り場・北レーン9番乗り場[11]（厚別青葉通、厚別南7丁目、国道274号経由[12]）
- 大谷地登校便 - 大谷地ターミナル 2番乗り場[11]（南旭町、厚別営業所、国道274号経由[12]）
- 大曲登校便 - 柏葉台団地[11]（大曲通、平岡緑中学校、国道274号経由[12]）

## 著名な出身者
- 蛯沢匠吾（元サッカー選手）
- 小俣凌雅（声優）
- 久保田昌樹 （元お笑いタレント、マッサジル[注 2]）
- 長谷川雅紀（お笑いタレント、錦鯉）
- ホルスタイン・モリ夫（お笑いタレント、モリマン）
- 前貴之（サッカー選手）
- 横野純貴（元サッカー選手）